# Бобаділья-дель-Кампо
Бобаділья-дель-Кампо (ісп. Bobadilla del Campo) — муніципалітет в Іспанії, у складі автономної спільноти Кастилія-і-Леон, у провінції Вальядолід. Населення — 319 осіб (2010).
Муніципалітет розташований на відстані близько 140 км на північний захід від Мадрида, 55 км на південний захід від Вальядоліда.

## Демографія
Динаміка населення (INE ):